# Родригес, Пабло
Пабло Родригес Грес (исп. Pablo Rodríguez Grez; 20 декабря 1937, Сантьяго) — чилийский крайне правый политик, националист и антикоммунист, основатель и лидер организации Родина и свобода (Patria у Libertad). Активный противник Народного единства и президента Альенде, сыграл видную роль в подготовке и совершении военного переворота. При правлении военной хунты был политическим советником генерала Пиночета. Выступал с корпоративистских позиций, близких к неофашизму. Известен также как юрист, личный адвокат Пиночета.

## Образование и взгляды
Родился в семье профессора философии, директора Школы искусств и ремёсел. Мануэль Родригес, отец Пабло Родригеса, в течение трёх недель февраля 1950 был министром народного образования Чили и покончил с собой во время аудиторского расследования. После смерти отца Пабло Родригес учился в Национальном интернате — элитной государственной школе. В 1960 окончил юридический факультет Чилийского университета по специальности «правоведение и социальные науки». Был удостоен престижной юридической премии. Работал частнопрактикующим юристом, специализировался как адвокат на гражданском праве.
С юношеских лет Пабло Родригес увлекался политикой. Начинал в левоцентристской Радикальной партии (РПЧ), вместе с будущим президентом-социалистом Рикардо Лагосом. Некоторое время в ранней молодости придерживался троцкистских взглядов. Первоначально вместе с РПЧ примыкал к коалиции Народное единство (UP). Однако Родригес был противником чилийской компартии и порвал с РПЧ после вступления коммунистов в UP.
С 1970 года антикоммунист Пабло Родригес перешёл на ультраправые националистические позиции, близкие к испанскому фалангизму и итальянскому фашизму. Пропагандировал идеи интегрального национализма и неофашизма, выступал за корпоративный общественный и государственный строй. С непримиримой враждебностью относился к марксизму и коммунизму. Заметное место в его взглядах занимал мотив национальной революции, общественного переустройства на корпоративистских началах, отвержение не только марксистского социализма, но и либерального капитализма. Однако этот дискурс был выражен у Пабло Родригеса не так радикально, как, например, у Роберто Тиеме.

## Лидер «Родины и свободы»
На президентских выборах 1970 победу одержал марксист Сальвадор Альенде — представитель Социалистической партии и UP, поддержанный коммунистами. Пабло Родригес ушёл в жёсткую оппозицию. Он основал Гражданский комитет «Родина и свобода» — эта структура безуспешно пыталась заблокировать утверждение президентства Альенде Национальным конгрессом. Участвовал в формировании боевых групп «Чилийской антикоммунистической молодёжи». Консолидировал группировки правой (националисты) и ультраправой (национал-синдикалисты) оппозиции в Независимый республиканский фронт.
1 апреля 1971 на стадионе Натаниэль в Сантьяго прошёл массовый антикоммунистический митинг. Пабло Родригес призвал к борьбе против марксизма, тоталитаризма, превращения Чили в «подобие Кубы и СССР». Был создан Националистический фронт «Родина и свобода» (Frente Nacionalista Patria у Libertad — FNPL, PyL). Идеология PyL была изложена в Националистическом манифесте Родригеса: революционный национализм, корпоративизм, антикоммунизм, антикапитализм, антиимпериализм. В своей работе Между демократией и тиранией Родригес проповедовал идеи функциональной — корпоративной — демократии как альтернативы марксизму и либерализму.
Энергичный, деловой и харизматичный Пабло Родригес стал неоспоримым лидером «Родины и свободы» — Национальным Хефе. Его решения по любым вопросам являлись окончательными и исполнялись беспрекословно. Влияние Родригеса на соратников оценивалось как «магнетическое». В организации утвердился своеобразный культ высшего руководителя. При этом в характере Родригеса отмечались нарциссические черты (о чём свидетельствовал, в частности, руководитель пропаганды PyL Мануэль Фуэнтес Вендлинг). Несмотря на жёсткую практическую хватку, он был склонен к самолюбованию и преувеличению успехов. К примеру, он на порядок завышал численность PyL — при 1,2 тысячи активистов говорил о 12 тысячах.
Кадровый костяк «Родины и свободы» составляли праворадикальные студенты из зажиточных семей Сантьяго и Вальпараисо, средние и мелкие предприниматели, служащие частных фирм, фермеры, представители региональных сообществ юга страны. Пабло Родригес установил связи с представителями бизнеса, профсоюзов, корпоративных ассоциаций. Он активно поддерживал забастовочное движение (шахтёры, водители грузовиков, торговцы, врачи, преподаватели, юристы) против правительства Альенде. «Родина и свобода» развернула кампанию гражданского неповиновения — уличные шествия и беспорядки, «марши пустых кастрюль».
Именно поддержка Пабло Родригеса обусловила создание военного крыла «Родины и свободы» во главе с Роберто Тиеме — такие влиятельные деятели, как идеолог Хайме Гусман и финансист Эдуардо Бётч были решительно против. Боевики PyL совершили ряд террористических атак — нападений на функционеров и активистов UP, взрывов, диверсий. Им, а также членам CRM, приписываются убийства лояльных Альенде военных — главнокомандующего вооружёнными силами Рене Шнайдера и президентского военно-морского адъютанта Артуро Арайя. Силовые акции осуществлялись в контакте с антиправительственно настроенными офицерами военно-морской разведки. Последние два-три месяца Народного единства действия PyL были сходны с городской партизанской войной. Пабло Родригес являлся не только идеологом, но и организатором этих действий. Расчёт Родригеса и всего руководства PyL строился на подталкивании своих военных единомышленников к государственному перевороту.
29 июня 1973 PyL и Пабло Родригес поддержали Мятеж «танкетасо» во главе с подполковником Роберто Супером. Однако оказать мятежником силовую помощь организация не успела. После подавления Родригес был обвинён в терроризме и пособничестве мятежу. Он укрылся в посольстве Эквадора, затем он перебрался в Кито. Нелегально вернулся в Чили незадолго до 11 сентября 1973 года.

## Советник Пиночета
«Родина и свобода» приветствовала приход к власти военной хунты генерала Аугусто Пиночета. Ультраправые боевики активно подключились к подавлению левого сопротивления. Они участвовали в произвольных арестах, допросах и политических убийствах. PyL являлась основным гражданским союзником хунты Пиночета.
Однако уже 13 сентября PyL была распущена. Военные власти не терпели самостоятельной политической активности не только слева, но и на правом фланге. Тем не менее, Пабло Родригес решительно выступал в поддержку хунты, полностью солидаризировался с пиночетовской административно-карательной политикой. Многие активисты «Родины и свободы» заняли места в аппарате нового режима.
Первая официальная встреча Пабло Родригеса с Аугусто Пиночетом состоялась 12 марта 1974. Он стал одним из ближайших советников Пиночета по политическим и правовым вопросам. В некоторых случаях позиция Родригеса была даже более жёсткой. Так, в 1974 году именно он настоял на запрете центристской Христианско-демократической партии, хотя ХДП первоначально поддержала хунту. По мнению Родригеса, ХДП была заинтересована в «партийных играх», нарушающих новый государственный порядок (особенно после того, как военный режим ликвидировал марксистских конкурентов). Временами конфликтовал с Госдепартаментом США, подозревая американцев в тайном содействии коммунистическому подполью.
Политически Пабло Родригес полностью поддерживал политику Пиночета и хунты. Обосновывал необходимость военной диктатуры для общественной стабилизации и национальной солидарности. Оправдывал репрессии защитой страны от марксистской опасности. Активно пропагандировал правительственный курс на национальном референдуме 1978 и конституционном референдуме 1980.

Я самый скромный и самый верный солдат нашего дела.

Пабло Родригес

В то же время Родригес не соглашался с неолиберальным экономическим курсом Пиночета и даже позволял себе сдержанную критику. Фашистская доктрина Родригеса предполагала корпоративное устройство общества и авторитарное государственное регулирование хозяйства. Эти взгляды отчасти укладываются в концепцию латиноамериканского «гремиализма», основанную на католической социальной доктрине. Однако «гремиалисты» осуждают коллективистские тенденции и авторитарные крайности корпоративизма.
В 1977 году Родригес требовал государственных компенсаций вкладчикам, потерявшим сбережения в ходе реформ. Он сумел провести в руководство правительственного секретариата по делам профсоюзов и корпораций своих единомышленников — Эдуардо Бётча и национал-синдикалиста Мисаэля Гальегильоса. Но Пиночет принял на вооружение экономический неолиберализм «чикагской школы» и в этих вопросах не прислушивался к политическому советнику. Это привело к охлаждению между ними и снижению влияния Родригеса. Ультраправые радикалы и неофашисты не смогли установить полный политический контроль над Чили. Верх взяли традиционные консерваторы в политике и неолиберальные «Чикаго-бойз» в экономике. Это отразилось, в частности, отставкой Гальегильоса в 1982 году (под предлогом его дискредитации после убийства Тукапеля Хименеса).
С 1983 министр внутренних дел Серхио Онофре Харпа осуществил некоторую либерализацию политического режима. Пабло Родригес учредил Движение национального действия, продолжающее традицию PyL. Однако попытка не была поддержана властями и не имела успеха. В 1988 не считал целесообразным признание поражения Пиночета на национальном плебисците. В 1989, в процессе перехода к гражданскому правлению, Родригес предлагал свою кандидатуру в президенты от крайне правой партии Национальный аванпост (его поддержала также формально левая Чилийская социалистическая партия). Однако режим выдвинул более умеренного кандидата Эрнана Бучи, сторонника пиночетовской экономической политики.

## Адвокат Пиночета
На президентских выборах 1989 победу одержал христианский демократ Патрисио Эйлвин. Пиночет собрал экстренное совещание, на котором Родригес предлагал аннулировать результаты, но снова не получил поддержки.
В демократической Чили Пабло Родригес сосредоточился на профессиональной деятельности юриста. С 1978 В звании профессора преподавал гражданское право в Чилийском университете. Несколько раз был признан лучшим преподавателем. Покинул университет в 1997, когда левые студенческие протесты заблокировали его назначение деканом юридического факультета. Работал в качестве частнопрактикующего адвоката. До 2016 был деканом юридического факультета Университета развития, основанного в Сантьяго учёными-корпоративистами и «гремиалистами». Совладелец крупной юридической фирмы «Родригес, Вергара и Ко».. Поддерживал тесные дружеские отношения с Пиночетом и его семьёй.
16 октября 1998 Аугусто Пиночет был арестован в Лондоне по запросу испанского судьи Балтасара Гарсона. Он обвинялся в причастности к убийствам нескольких испанских граждан, принадлежавших к чилийскому левому подполью. Родригес принял на себя функции адвоката Пиночета и исполнял их до кончины генерала в 2006 году. Он проявил серьёзную юридическую квалификацию, отклоняя обвинения политического и особенно финансового характера. Во многом благодаря умелой юридической защите Пиночет избежал суда, несмотря на яростные требования левых. Сам Родригес также подвергался резкой критике и обличениям как «террорист» и «адвокат дьявола».

## Позиции в современности
Пабло Родригес — автор двух десятков книг. Большая часть его трудов относится к сфере профессиональной юриспруденции. Несколько работ посвящены политической тематике. В практической политике Пабло Родригес в настоящее время не участвует, с политическими выступлениями выступает редко. Однако он остаётся морально-политическим авторитетом для чилийской правой молодёжи. В середине 2006 годов отмечалась попытка воссоздать «Родину и свободу». Молодые правые активисты участвовали в столкновениях с «леваками» в дни поминовения Пиночета (декабрь 2006 года).
Мировоззрение Пабло Родригеса в целом не претерпело изменений более чем за полвека. Он остаётся привержен изначальной идеологии «Родины и свободы», хотя отошёл от крайностей неофашизма. Непримиримый антикоммунист, он указывает на опасность «коммунизма в овечьей шкуре, который лживо прикрывается демократическими идеями». При этом Родригес позиционируется как сторонник «органической и функциональной демократии». Положительно оценивает правление Пиночета, считает переворот 1973 года спасением Чили от коммунистического тоталитаризма (хотя признаёт некоторую избыточность авторитаризма и репрессий, нарушения правовых принципов).
Родригес осудил студенческие протесты начала 2010-х (поддержанные бывшим соратником по PyL Роберто Тиеме). Отстаивает систему частных университетов, считает, что именно они сделали высшее образование широко доступным для чилийцев.